# Herman Witte
Herman Witte, född 7 december 1666 i Dünamünde, död 24 mars 1728 i Åbo, var från 1721 biskop i Åbo.
Efter studier i Wittenberg och Greifswald var Witte bland annat kyrkoherde i Stettin (1695–1707), superintendent på Ösel (1707–1710) och hovpredikant hos änkedrottningen i Stockholm, dit han tog sin tillflykt under stora nordiska kriget.
Som biskop vinnlade sig Witte särskilt om att reorganisera det kyrkliga livet i stiftet efter stora ofreden. Han gjorde täta visitationer i församlingarna och övervakade även skolväsendet noga, han granskade särskilt att präster och skollärare undervisade renlärigt. Witte utnämndes även till prokansler vid universitetet i Åbo och arbetade för att åter få igång verksamheten, vilket lyckades och Kungliga Akademien i Åbo återinvigdes 1722. Hans hetsiga temperament, som i ungdomen lett till att han relegerats från universitetet i Wittenberg, medförde att han ofta råkade i gräl med både prästerskapet och konsistoriet i Åbo.